# Parmena balteus
Parmena balteus (лат.) — вид жуков-ламиин из семейства усачей (Cerambycidae).

## Распространение
Юго-Западная Европа: Италия, Франция, Швейцария.

## Описание
Жук длиной от 4 до 8 мм. Время лёта с апреля по сентябрь.
Синонимы:
- Cerambyx balteus Linnaeus, 1767
- Parmena balteus var. fasciata (Villers) Baudi, 1889
- Parmena fasciata (Villers) Mulsant, 1839

## Развитие
Жизненный цикл вида длится один или два года. Полифаги (обычно на Helleborus или Euphorbia, на гниющих Hedera helix), а также иногда на хвойных деревьях.